# Arthur Pic
Arthur Pic, né le 5 octobre 1991 à Montélimar (Drôme), est un pilote automobile français.

## Carrière

### Karting
Comme la plupart des pilotes, Pic a commencé sa carrière par le karting. En 2005, il participe au Championnat de France Junior et termine troisième de la Coupe Bridgestone. La même année, il finit deuxième de la Coupe des Champions espagnole disputée à El Vendrell. La saison suivante, il conclut le Championnat de France au quatrième rang avant de passer ensuite à la monoplace.

### Championnat de Formule Renault 2.0 (2009-2010)
En 2007, à 15 ans, Pic fait ses débuts en monoplace avec un programme restreint en Championnat belge de Formule Renault 1.6. En 2008, il passe à l’échelon supérieur et participe à la nouvelle Formul’Academy Euro Series qu’il remporte aisément dès sa première saison en signant neuf podiums en 14 courses. 
Pic rejoint ensuite SG Formula et prend part aux Championnats de France et d’Europe de Formule Renault 2.0. Il finit 10e de la très relevée Eurocup après être entré dans les points à neuf reprises. En championnat de France, Pic décroche deux podiums et termine meilleur rookie de la saison, à la 6e place. 
Pic reste en Eurocup en 2010 et signe chez Tech 1 Racing. Sa très belle saison – quatre victoires, sept pole positions et quatre meilleurs tours en course – lui permet de grimper sur le podium final du championnat. 

### Championnat de Formule Renault 3.5 (2011-2013)

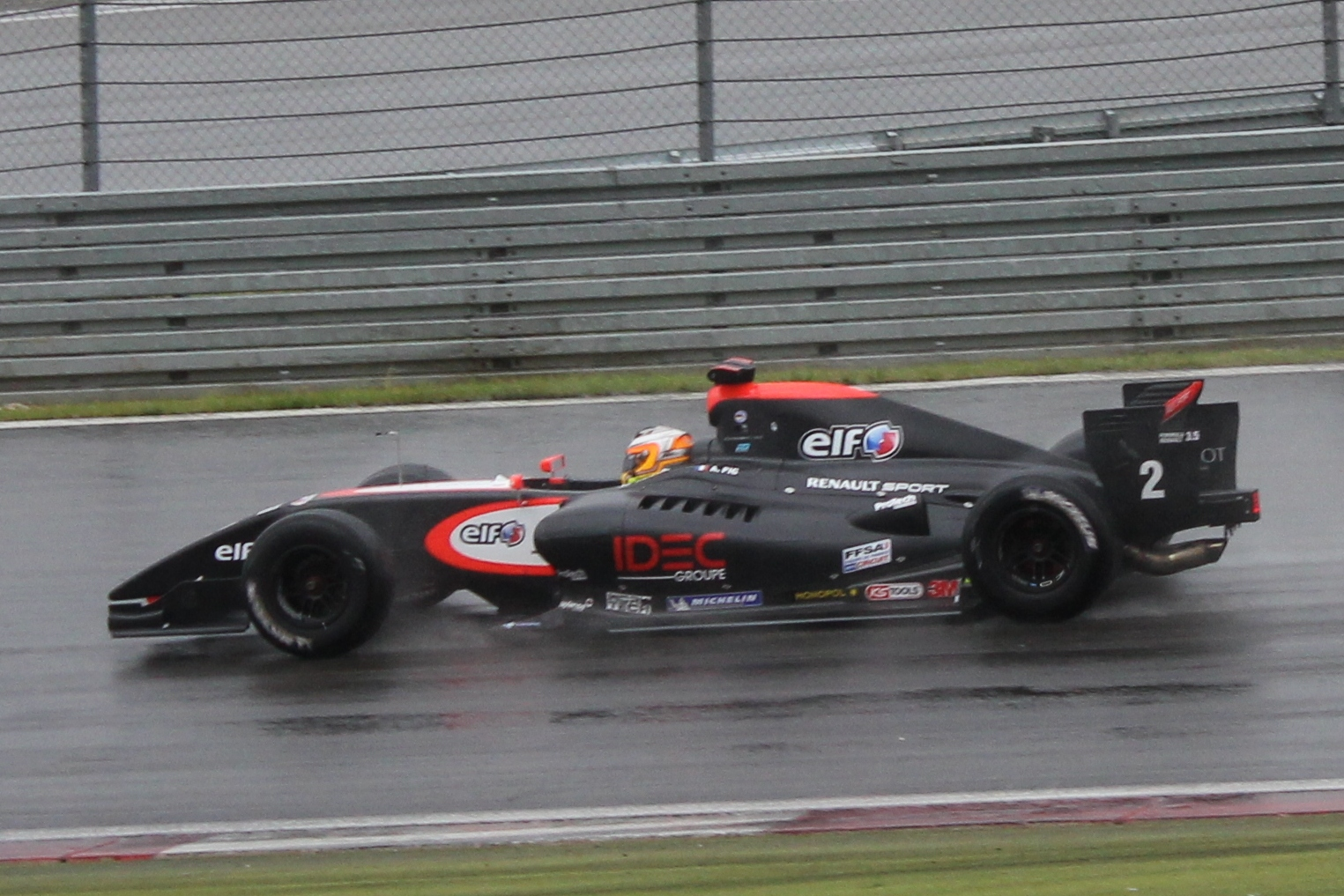
Arthur Pic en 2011 au Nürburgring.

Le 3 janvier 2011, Tech 1 Racing annonce officiellement que Pic fera équipe avec Kevin Korjus en championnat de Formule Renault 3.5. Après une première saison d’apprentissage au cours de laquelle il laisse entrevoir une belle pointe de vitesse et inscrit 12 points, le Montilien signe chez DAMS pour être le chef de file de la célèbre écurie française au moment où celle-ci aborde sa première campagne en FR 3.5. 
Pic est dans le rythme d’emblée, décrochant la pole lors des deux premières courses de l'année. À mi-saison, il est encore dans la course au titre et signe sa première victoire en Formule Renault 3.5 en Russie lors de l'inauguration du Circuit de Moscou. Ce week-end là, il inscrit 37 points, soit plus que n’importe quel autre pilote. La fin de saison est plus compliquée et Arthur recule à la 8e place du classement final. 
En 2013, Pic rempile pour une troisième saison en Formule Renault 3.5. Il rejoint les rangs de la nouvelle écurie espagnole AV Formula, propriété de l’ancien pilote de course Adrián Vallés, et travaille avec le célèbre ingénieur Philippe Gautheron. Même s’il connaît des difficultés en qualifications lors de la manche inaugurale de Monza, Arthur se rattrape avec brio lors des deux courses en réalisant pas moins de 28 dépassements – un record – pour terminer respectivement 6e et 4e. En terminant 3e à Motorland, Pic décroche le premier podium de l’écurie pour ce qui n’est que son deuxième meeting en Formule Renault 3.5. Au cours de la saison 2013, le Français enregistrera finalement neuf arrivées dans les points pour finir de nouveau 8e au championnat.

### MRF Challenge (2013)
Durant l’intersaison, Pic a pris part au MRF Challenge avec le soutien de Renault. Il gagne avec autorité lors de manche inaugurale, disputée en lever de rideau du Grand Prix d’Inde de Formule 1. Il s’impose également lors de la manche suivante, courue à Bahreïn. Au total, le Montilien signe un nombre impressionnant de sept podiums en l’espace de trois week-ends de course. 

### GP2 Series (2014-2016)
En janvier, l'écurie espagnole Campos Racing annonce officiellement avoir engagé Pic pour la saison 2014 de GP2.
En 2015, toujours chez Campos, il termine à deux reprises sur le podium et finit la saison à la 11e place.
En 2016, il participe aux 9 premières manches du championnat avec l'équipe italienne Rapax.

## Vie privée
Arthur est le frère cadet de Charles Pic, pilote automobile qui a couru en Formule 1 chez Marussia en 2012 et Caterham en 2013.
Depuis avril 2017, il est directeur adjoint Sud-Est de la société de transport et logistique GCA (Groupe Charles André).

## Palmarès en course automobile

### Carrière
| Saison | Championnats                | Écurie                 | Courses | Victoires | Poles | M. tours | Podiums | Points | Position |
| ------ | --------------------------- | ---------------------- | ------- | --------- | ----- | -------- | ------- | ------ | -------- |
| 2007   | Formula Renault 1.6 Belgium | Thierry Boutsen Racing | 4       | 0         | 0     | 0        | 0       | 0      | n.c.     |
| 2008   | Formul’Academy Euro Series  | Formul'Academy         | 14      | 6         | 6     | 6        | 9       | 146.5  | 1er      |
| 2009   | Eurocup Formula Renault 2.0 | SG Formula             | 14      | 0         | 0     | 0        | 0       | 27     | 10e      |
| 2009   | Formula Renault 2.0 WEC     | SG Formula             | 13      | 0         | 1     | 1        | 2       | 63     | 6e       |
| 2010   | Eurocup Formula Renault 2.0 | Tech 1 Racing          | 16      | 4         | 7     | 4        | 8       | 127    | 3e       |
| 2010   | Formula Renault UK          | Tech 1 Racing          | 2       | 0         | 0     | 0        | 0       | 15     | 24e      |
| 2011   | Formula Renault 3.5 Series  | Tech 1 Racing          | 17      | 0         | 0     | 0        | 0       | 12     | 23e      |
| 2012   | Formula Renault 3.5 Series  | DAMS                   | 17      | 1         | 2     | 2        | 2       | 102    | 8e       |
| 2013   | Formula Renault 3.5 Series  | AV Formula             | 17      | 0         | 0     | 1        | 1       | 74     | 8e       |
| 2013   | MRF Challenge Formula 2000  |                        | 9       | 2         | 1     | 4        | 7       | 138    | 3e       |
| 2014   | GP2 Series                  | Campos Racing          | 22      | 1         | 0     | 0        | 3       | 124    | 7e       |
| 2015   | GP2 Series                  | Campos Racing          | 22      | 0         | 0     | 0        | 2       | 60     | 11e      |
| 2016   | GP2 Series                  | Rapax Team             | 18      | 0         | 0     | 0        | 1       | 36     | 14e      |

- (*) : saison en cours
- n.c. : non classé au championnat

### Résultats complets enFormula Renault 3.5 Series
Les résultats en gras indiquent les courses où Arthur a décroché la pole position. Ceux en italiques indiquent les courses où Pic a signé le meilleur tour en course. 
| Année | Écurie        | 1         | 2        | 3        | 4         | 5         | 6       | 7         | 8        | 9        | 10        | 11       | 12       | 13        | 14        | 15        | 16        | 17        | Pos | Points |
| ----- | ------------- | --------- | -------- | -------- | --------- | --------- | ------- | --------- | -------- | -------- | --------- | -------- | -------- | --------- | --------- | --------- | --------- | --------- | --- | ------ |
| 2011  | Tech 1 Racing | ALC 1 Ret | ALC 2 14 | SPA 1 16 | SPA 2 12  | MNZ 1 Ret | MNZ 2 9 | MON 1 6   | NÜR 1 20 | NÜR 2 14 | HUN 1 19  | HUN 2 11 | SIL 1 16 | SIL 2 21  | LEC 1 19  | LEC 2 Ret | CAT 1 10  | CAT 2 10  | 23e | 12     |
| 2012  | DAMS          | ALC 1 Ret | ALC 2 3  | MON 1 11 | SPA 1 15  | SPA 2 Ret | NÜR 1 4 | NÜR 2 Ret | MOS 1 4  | MOS 2 1  | SIL 1 Ret | SIL 2 4  | HUN 1 5  | HUN 2 6   | LEC 1 Ret | LEC 2 14  | CAT 1 11  | CAT 2 6   | 8e  | 102    |
| 2013  | AV Formula    | MNZ 1 6   | MNZ 2 4  | ALC 1 3  | ALC 2 Ret | MON 1 10  | SPA 1 4 | SPA 2 Ret | MOS 1 12 | MOS 2 16 | RBR 1 5   | RBR 2 20 | HUN 1 9  | HUN 2 Ret | LEC 1 6   | LEC 2 7   | CAT 1 Ret | CAT 2 Ret | 8e  | 74     |